# Karl von Schumacher
Karl von Schumacher (* 10. September 1894 in Luzern; † 26. Februar 1957 in Zürich) war ein Schweizer Diplomat, Schriftsteller und Journalist. Er gründete nach dem Vorbild der französischen Wochenzeitung L’Express die politische Zeitschrift Die Weltwoche, deren Herausgeber und Chefredaktor er war. Ab 1938 gab er auch die Frauen-Monatszeitschrift Annabelle heraus. Karl von Schumacher stammte aus der alten Luzerner Patrizierfamilie Schumacher und war ein Sohn des Ständerates und Obersts Edmund von Schumacher sowie Enkel des Generals Felix von Schumacher.

## Bildungsjahre
Karl von Schumacher besuchte die Klostergymnasien Engelberg und Sarnen und studierte an der Universität Bern Staatswissenschaft. Zu seinen richtunggebenden Geistern gehörten Hermann Graf Keyserling und Carl Gustav Jung. Nach dem Lizenziat trat er 1919 im Politischen Departement (heute Eidgenössisches Departement für auswärtige Angelegenheiten) in den diplomatischen Dienst der Eidgenossenschaft, wo er als Attaché im Aussendienst Verwendung fand. Er betätigte sich als Historiker und Schriftsteller, wurde Journalist und reiste bis 1932 als Korrespondent der Neuen Zürcher Zeitung durch die Welt. Zu seinen Freunden zählte Wolfgang Pauli, der spätere Nobelpreisträger für Physik. Reiseerfahrung, menschliche Begegnungen, historische Studien und Kunsterlebnisse in allen Kulturkreisen waren der geistige Besitz, mit dem er 1933 das Wagnis einer Zeitungsgründung von internationaler Bedeutung unternahm.

## Die Weltwoche
Die Gründung der Weltwoche mit Manuel Gasser und die Rolle, die sie in der Zeit des Nationalsozialismus und des Zweiten Weltkriegs gespielt hat, lässt sich nicht aus der Geschichte der Schweiz streichen. In den 1930er Jahren und während des Krieges war die Zeitung ein Teil der geistigen Landesverteidigung und ein Sprachrohr emigrierter deutscher Publizisten. Die Weltwoche war eine hochangesehene Stimme der Freiheit und der liberalen Werte. Für Jean Rudolf von Salis leisteten die Leitartikel und Lageberichte Karl von Schumachers gute Dienste bei der Abfassung seiner europaweit allwöchentlich beachteten Weltchronik für das Radio Beromünster. Auch Golo Mann hielt der Weltwoche als freier Mitarbeiter ein Leben lang die Treue. Daneben schrieb Karl von Schumacher auch Bücher kulturgeschichtlichen und historischen Inhalts.

## Schriften
- Mexiko und die Staaten Zentralamerikas, 1928
- Madame Du Barry, 1931
- Südamerika, Westindien, Zentralamerika, 1932
- Amerikas Nöte Heute und Morgen, 1933
- Cook’s Tour of European Kitchens, 1933
- Mirabeau – Aristokrat und Volkstribun, 1954